# Aphelandra cinnabarina
Aphelandra cinnabarina är en akantusväxtart som beskrevs av Wasshausen. Aphelandra cinnabarina ingår i släktet Aphelandra och familjen akantusväxter. Inga underarter finns listade i Catalogue of Life.